# Idiomas de Benín

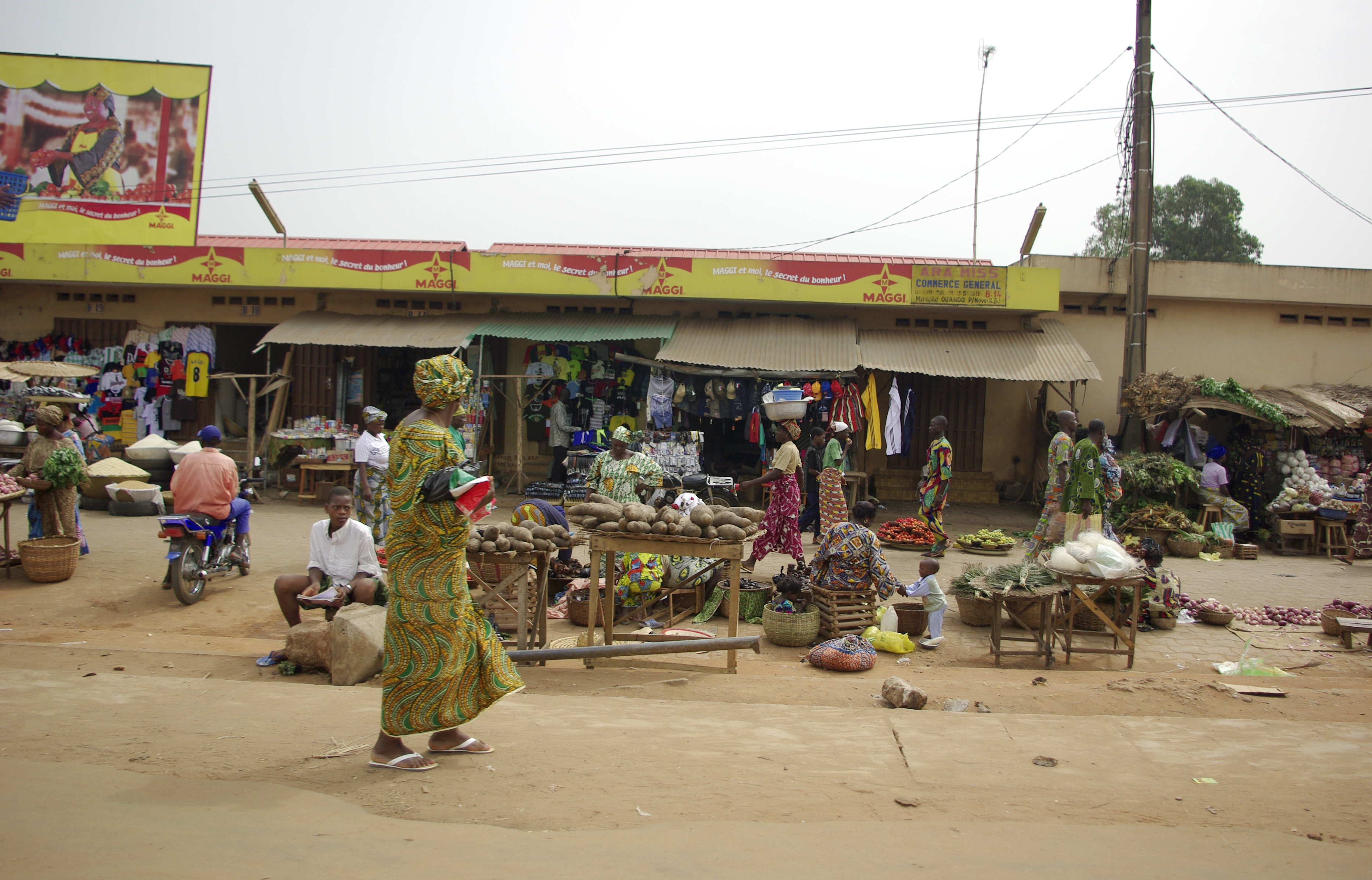
Señales en francés en un mercado en Porto Novo.

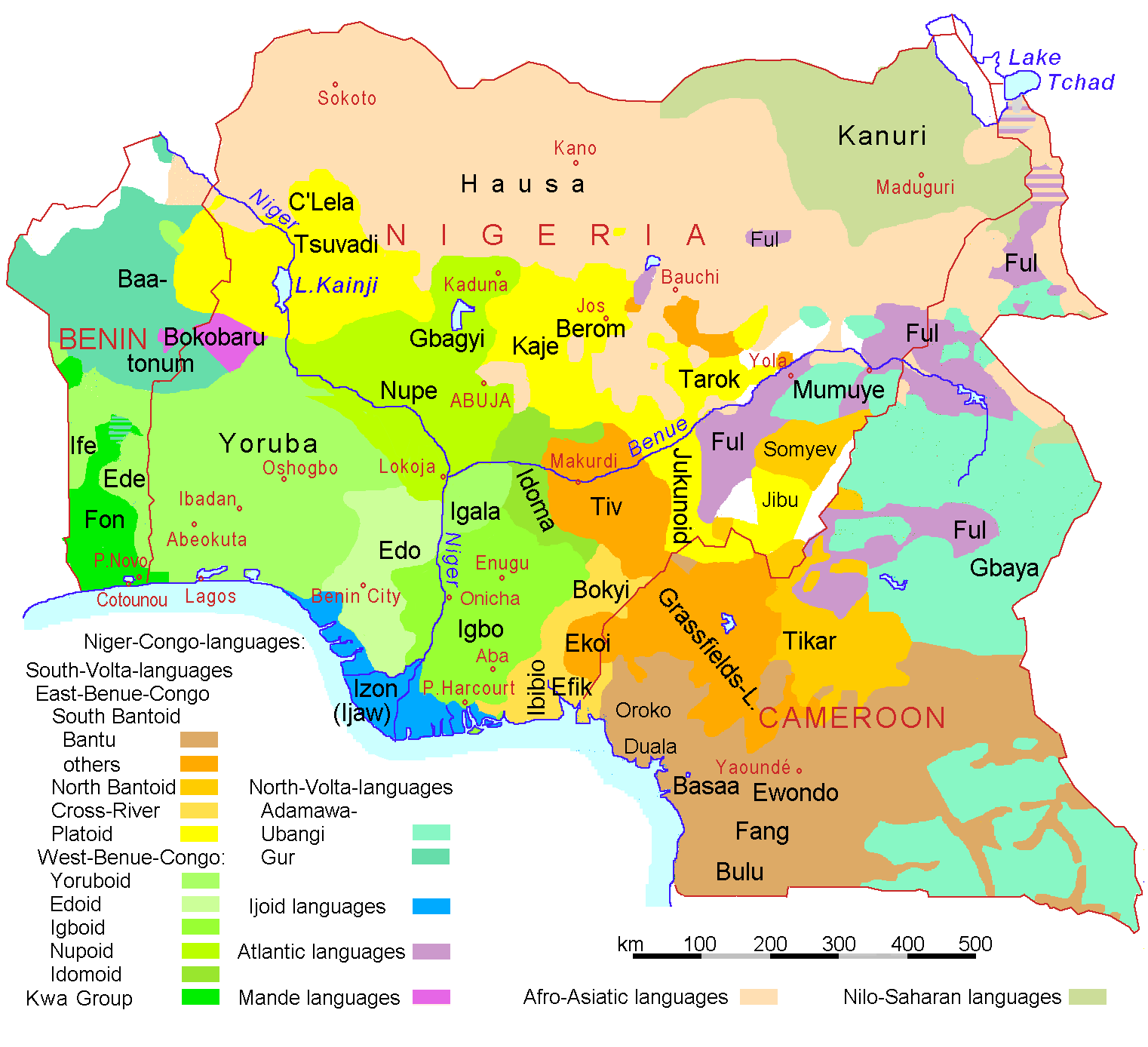
Mapa lingüístico de Benín, Nigeria, y Camerún.

Benín es un país lingüísticamente diverso. Un total de 55 idiomas se hablan en Benín, de los cuales 50 son autóctonos. De aquellos, el francés es el idioma oficial, y todas las lenguas autóctonas se consideran lenguas nacionales.
De los idiomas propios de Benín, el fon (una lengua gbe) y el yoruba son los más importantes en el sur del país. En el del norte hay media docena de idiomas destacables, incluyendo el bariba (alguna vez considerada como una lengua gur) y fulfulde.
Para los sordos se utiliza la lengua de signos americana, introducida por misionero americano Andrew Foster.
El carácter multilingüe de Benín se refleja en la sociedad, caracterizada por el gran número de lenguas habladas, diversidad etnolingüística, estratificación del uso de lengua (por la cual el francés se usa en el ámbito oficial y otras lenguas se usan en otras esferas de actividad), y por el hecho que muchos benineses son políglotas.

## Lengua francesa en Benín
La lengua oficial del país es hablada en Benín por aproximadamente 4 millones de personas. Es importante conocerla para conseguir una posición administrativa o trabajo en las ciudades, y hablar francés es una marca de prestigio. Según un estudio por Amadou Sanni y Mahouton Atodjinou en 2012,  se estima que Benín será completamente francófono en 2060. Los autores notan que, en 2002, el 43 por ciento de los hombres hablaban la lengua, así como el 25.8 por ciento de las mujeres. En 2002, más de la mitad de los residentes de Cotonú hablaba francés. Este idioma se introdujo durante el periodo colonial y se mantuvo como la lengua oficial tras la independencia por su importancia como lengua franca entre los diversos grupos étnicos.
Pese a que la Constitución garantiza libertad de expresión, todos los medios de comunicación se imprimen en francés y no en las lenguas autóctonas. Benín es miembro de la Organización Internacional de la Francofonía. La región de Benín Gi-Mono es un miembro de la Asociación Internacional de Regiones Francófonas.
Una variedad única de francés llamada français d'Afrique se ha desarrollado en las calles y mercados de Cotonú. Las estructuras gramaticales son normalmente tomadas prestadas de la primera lengua del hablante. Lo que más cambia son las reglas de conjugación, especialmente las formas menos comunes como el estilo literario. Tiene un carácter casi del argot.

## Lenguas nacionales
El idioma fon es la más importante de las lenguas autóctonas, hablado por el 24% de la población. Es la primera lengua de más de 17% de la población de Benín. La lengua es principalmente hablada en Atlantique, Littoral, Collines y Zou.
Otras lenguas importantes son el Yoruba, el bariba, el mina y el dendi. Benín implementó una Política de Alfabetización Nacional de Adultos para utilizar las lenguas nacionales en el ámbito cultural.
En la capital Porto Novo, los dos grupos etnolingüísticos principales son los yoruba y los gouin, con población más pequeña de hablantes de wemi, seto, tori, xwala, defi y tofin. Son populares los diarios en yoruba de la vecina Nigeria.

## Lenguas extranjeras
El inglés se suele estudiar como lengua extranjera en las escuelas secundarias. Hay una demanda alta de profesores de inglés en Benín. Se utiliza como lengua de comercio internacional por la importancia del comercio con la vecina Nigeria.
El español es la tercera lengua de origen europeo más conocida en Benín tras el francés y el inglés. En 2014, era estudiado por 412 515 personas en Benín.